# Kamalapur, Dharwad
Kamalapur là một làng thuộc tehsil Dharwad, huyện Dharwad, bang Karnataka, Ấn Độ.